# ÖFB-Cup 2008-2009
La ÖFB-Cup 2008-2009 è stata la 74ª edizione della coppa nazionale di calcio austriaca. Iniziata il 18 luglio 2008, si è conclusa con la finale del Pappelstadion di Mattersburg il 24 maggio 2009.
Ha visto la vittoria finale dell'Austria Vienna, capace di superare l'Admira Wacker Mödling dopo i tempi supplementari. I viennesi hanno ottenuto così il 27º titolo della storia e la qualificazione all'Europa League 2009-2010.

## Formula
La competizione inizia il 18 luglio 2008 con le partite del turno preliminare, in cui entrano in gioco 58 squadre non professioniste dalle diverse federazioni regionali. Le vincitrici si qualificano per il primo turno della competizione, in cui entrano in gioco tutte le società di Bundesliga e Erste Liga, oltre alle vincitrici delle 9 coppe di land. I detentori della ÖFB-Amateurcup, Horn, entrano in gioco negli ottavi di finale.

## Risultati

### Turno preliminare
| Squadra 1                      | Risultato       | Squadra 2          |
| ------------------------------ | --------------- | ------------------ |
| Spittal/Drau                   | 4 - 0           | Gmunden            |
| Wienerberg                     | 2 - 1           | Ostbahn XI         |
| Parndorf                       | 4 - 2           | Stegersbach        |
| Hartberg                       | 0 - 0 (4-5 dcr) | Post Vienna        |
| Zwettl                         | 3 - 1 (dts)     | Leobendorf         |
| Langenrohr                     | 0 - 2           | Waidhofen/Ybbs     |
| WAC-St. Andrä                  | 1 - 1 (4-5 dcr) | SAK Klagenfurt     |
| Voitsberg                      | 0 - 1           | Weiz               |
| Kalsdorf                       | 1 - 5           | Grazer AK          |
| Baumgarten                     | 2 - 3 (dts)     | Oberwart           |
| First Vienna                   | 1 - 1 (4-5 dcr) | Wiener SK          |
| Grieskirchen                   | 1 - 4           | Blau-Weiß Linz     |
| Admira Wacker Mödling Amateure | 4 - 0           | Haitzendorf        |
| Feldkirchen                    | 1 - 2           | Kärnten            |
| Sturm 1919 St. Pölten          | 0 - 10          | Amstetten          |
| Donaufeld                      | 0 - 2           | Floridsdorfer      |
| Würmla                         | 3 - 2           | Vösendorf          |
| Fehring                        | 1 - 0           | Allerheiligen      |
| Union St. Florian              | 1 - 0           | LASK Linz Amateure |
| Wels                           | 2 - 1 (dts)     | ASKÖ Linz          |
| Sturm Graz Amateure            | 1 - 4           | Bad Aussee         |
| Puch                           | 1 - 6           | Seekirchen         |
| Anif                           | 3 - 4 (dts)     | St. Johann/Pongau  |
| Reichenau/Innsbruck            | 5 - 4           | Axams/Götzens      |
| Kufstein                       | 0 - 0 (1-4 dcr) | Schwaz             |
| Dornbirn                       | 0 - 0 (6-5 dcr) | Hall               |
| Blau-Weiß Feldkirch            | 0 - 0 (7-8 dcr) | Hard               |
| FC Pasching                    | 6 - 1           | Sierning           |
| Horitschon                     | 2 - 0           | Neudörfl           |

### Primo turno
Il sorteggio del primo turno si è svolto il 4 agosto 2008.
| Squadra 1           | Risultato       | Squadra 2                      |
| ------------------- | --------------- | ------------------------------ |
| Pöllau              | 1 - 3           | Admira Wacker M.               |
| Sollenau            | 0 - 1           | Wiener Neustadt                |
| Oberwart            | 0 - 3           | Leoben                         |
| Hallein             | 0 - 7           | Salisburgo Amateure            |
| Swarovski Wattens   | 2 - 2 (6-8 dcr) | Austria Vienna Amateure        |
| FC Pasching         | 1 - 4           | Salisburgo                     |
| SAK Klagenfurt      | 1 - 3           | Vöcklabruck                    |
| Kärnten             | 0 - 5           | Rapid Vienna                   |
| Grazer AK           | 1 - 2           | Altach                         |
| Fehring             | 1 - 4           | Lustenau 07                    |
| Dornbirn            | 0 - 2           | Sturm Graz                     |
| Reichenau/Innsbruck | 2 - 4 (dts)     | St. Pölten                     |
| Hard                | 1 - 2           | Austria Kärnten                |
| Floridsdorfer       | 1 - 4           | Ried                           |
| Spittal/Drau        | 3 - 0           | Gratkorn                       |
| St. Johann/Pongau   | 0 - 3           | Kapfenberger                   |
| Bad Aussee          | 1 - 5           | Austria Vienna                 |
| Wels                | 1 - 1 (5-4 dcr) | Austria Lustenau               |
| Blau-Weiß Linz      | 0 - 1           | Mattersburg                    |
| Parndorf            | 1 - 0 (dts)     | Wacker Innsbruck               |
| Seekirchen          | 1 - 3           | Grödig                         |
| Bregenz             | 1 - 3           | LASK                           |
| Unterpetersdorf     | 1 - 2           | Admira Wacker Mödling Amateure |
| Wienerberg          | 4 - 1           | Zwettl                         |
| Post Vienna         | 1 - 2           | Weiz                           |

### Secondo turno
Il sorteggio del secondo turno si è svolto il 19 agosto 2008.
| Squadra 1                      | Risultato       | Squadra 2               |
| ------------------------------ | --------------- | ----------------------- |
| Würmla                         | 3 - 1 (dts)     | Lendorf                 |
| Waidhofen/Ybbs                 | 0 - 2           | Wiener SK               |
| Unterfrauenhaid                | 1 - 0           | Amstetten               |
| Schwaz                         | 1 - 4           | Neuhofen/Ried Amateure  |
| Rapid Vienna Amateure          | 3 - 0           | Union St. Florian       |
| Würmla                         | 2 - 1           | Salisburgo Amateure     |
| Unterfrauenhaid                | 1 - 2           | Lustenau 07             |
| Wiener SK                      | 0 - 4           | Mattersburg             |
| Weiz                           | 1 - 4           | Austria Vienna Amateure |
| Neuhofen/Ried Amateure         | 0 - 5           | Sturm Graz              |
| Wels                           | 0 - 0 (5-3 dcr) | LASK                    |
| Admira Wacker Mödling Amateure | 0 - 3           | Austria Vienna          |
| Wienerberg                     | 4 - 3           | St. Pölten              |
| Rapid Vienna Amateure          | 2 - 1           | Altach                  |
| Parndorf                       | 1 - 1 (5-6 dcr) | Wiener Neustadt         |
| Admira Wacker M.               | 1 - 0           | Grödig                  |
| Austria Kärnten                | 1 - 1 (3-5 dcr) | Ried                    |
| Salisburgo                     | 4 - 2           | Vöcklabruck             |
| Leoben                         | 1 - 4 (dts)     | Rapid Vienna            |
| Spittal/Drau                   | 0 - 3           | Kapfenberger            |

### Ottavi di finale
Il sorteggio del terzo turno ha avuto luogo il 14 settembre 2008.
| Squadra 1             | Risultato | Squadra 2               |
| --------------------- | --------- | ----------------------- |
| Lustenau 07           | 1 - 5     | Austria Vienna          |
| Salisburgo            | 1 - 2     | Austria Vienna Amateure |
| Ried                  | 3 - 2     | Rapid Vienna            |
| Horn                  | 0 - 1     | Sturm Graz              |
| Rapid Vienna Amateure | 5 - 1     | Mattersburg             |
| Wels                  | 0 - 3     | Kapfenberger            |
| Wienerberg            | 0 - 1     | Wiener Neustadt         |
| Würmla                | 0 - 1     | Admira Wacker M.        |

### Quarti di finale
Il sorteggio dei quarti di finale si è svolto il 9 novembre 2008.
| Squadra 1             | Risultato       | Squadra 2               |
| --------------------- | --------------- | ----------------------- |
| Kapfenberger          | 1 - 2           | Wiener Neustadt         |
| Admira Wacker M.      | 2 - 2 (4-3 dcr) | Ried                    |
| Rapid Vienna Amateure | 1 - 1 (1-4 dcr) | Austria Vienna Amateure |
| Sturm Graz            | 1 - 1 (3-5 dcr) | Austria Vienna          |

### Semifinali
Gli accoppiamenti per le semifinali sono stati sorteggiati l'8 marzo 2009.
| Squadra 1               | Risultato | Squadra 2        |
| ----------------------- | --------- | ---------------- |
| Austria Vienna Amateure | 1 - 3     | Admira Wacker M. |
| Wiener Neustadt         | 0 - 1     | Austria Vienna   |

### Finale
La finale è stata disputata domenica 24 maggio 2009 al Pappelstadion di Mattersburg.
| Squadra 1        | Risultato   | Squadra 2      |
| ---------------- | ----------- | -------------- |
| Admira Wacker M. | 1 - 3 (dts) | Austria Vienna |

| Arbitro: | Gangl |

|             |           |                              |
| 72’ Laschet | Marcatori | 60’ Okotie 94’ 100’ Ačimovič |